# Mount Malindang
Mount Malindang is een slapende vulkaan die 25 kilometer ten westen van Ozamiz City ligt op het eiland Mindanao in de Filipijnen. Met een hoogte van 2404 meter is het de vierde top op het eiland Mindanao en de elfde van het land. Sinds 1971 heeft Mount Malindang de status van nationaal park. In het park leven enkele zeldzame diersoorten.
De berg is in het verleden gevormd door vulkanische activiteiten. Een overblijfsel hiervan is het kratermeer, Lake Duminagat. Mount Malindang heeft diepe dalen die omgeven zijn door muren van vulkanisch gesteente. In het berglandschap zijn sintelkegels, lavakoepels en twee warme zwavelbronnen te vinden. In het verleden is door de hete gloedwolken het bos op de berg verbrand, in het vulkanische materiaal op de hellingen is nog verkoold hout te vinden.
Op en rond de berg leven enkele diersoorten die alleen in de Filipijnen voorkomen. Dit zijn vogels als de Mindanao-vlagstaartpapegaai, de rosse neushoornvogel, de kaneelbruine brilvogel, de apohoningzuiger en de piepkleine pijlstaartrupsvogel. Verder leven op de berg de insectenetende spitsmuis Crocidura grandis en de rat en muis Limnomys sibuanus en Tarsomys apoensis. De bedreigde Filipijnse apenarend, de nationale vogel, kan ook aangetroffen worden op Mount Malindang. Het leefgebied van deze arend strekt echter tot het noorden van Luzon. De begroeiing op de berg is van een grote diversiteit, hoewel bijna de helft van het bos van de berg in cultuur is gebracht. Een boomsoort die veel voorkomt is de plankwortelboom. Mount Malindang werd, vanwege ecologische rijkdom in 1971 een nationaal park en in 2002 werd het gebied bovendien tot beschermde zone uitgeroepen.
De Subanen (ook Subanon) is een inheemse bevolkingsgroep, die aanwezig was op Mindanao voordat Moslims en Spanjaarden arriveerden. De komst van deze nieuwe groepen had als gevolg dat de Subanen de kustzone verlieten en naar het binnenland trokken. Zij vormen de meerderheid van de bevolking op Mount Malindang. Het onderscheid tussen de groep en de overige bevolking is enigszins aan het vervagen door immigratie van anderen naar de berg. Daarnaast integreerden de Subanen ook in toenemende mate binnen de Filipijnse samenleving vanaf 1950, door de contacten die gemaakt werden bij handel en houtkap. De Filipijnse regering ondersteunt de kwetsbare positie van de Subanen tegenover houtkap en mijnbouw door hun claim op het land te erkennen met een Certificate of Ancestral Domain (CADC). Ondanks deze regeling raakt het gebied steeds meer geïntegreerd in de grotere samenleving.

## Galerij

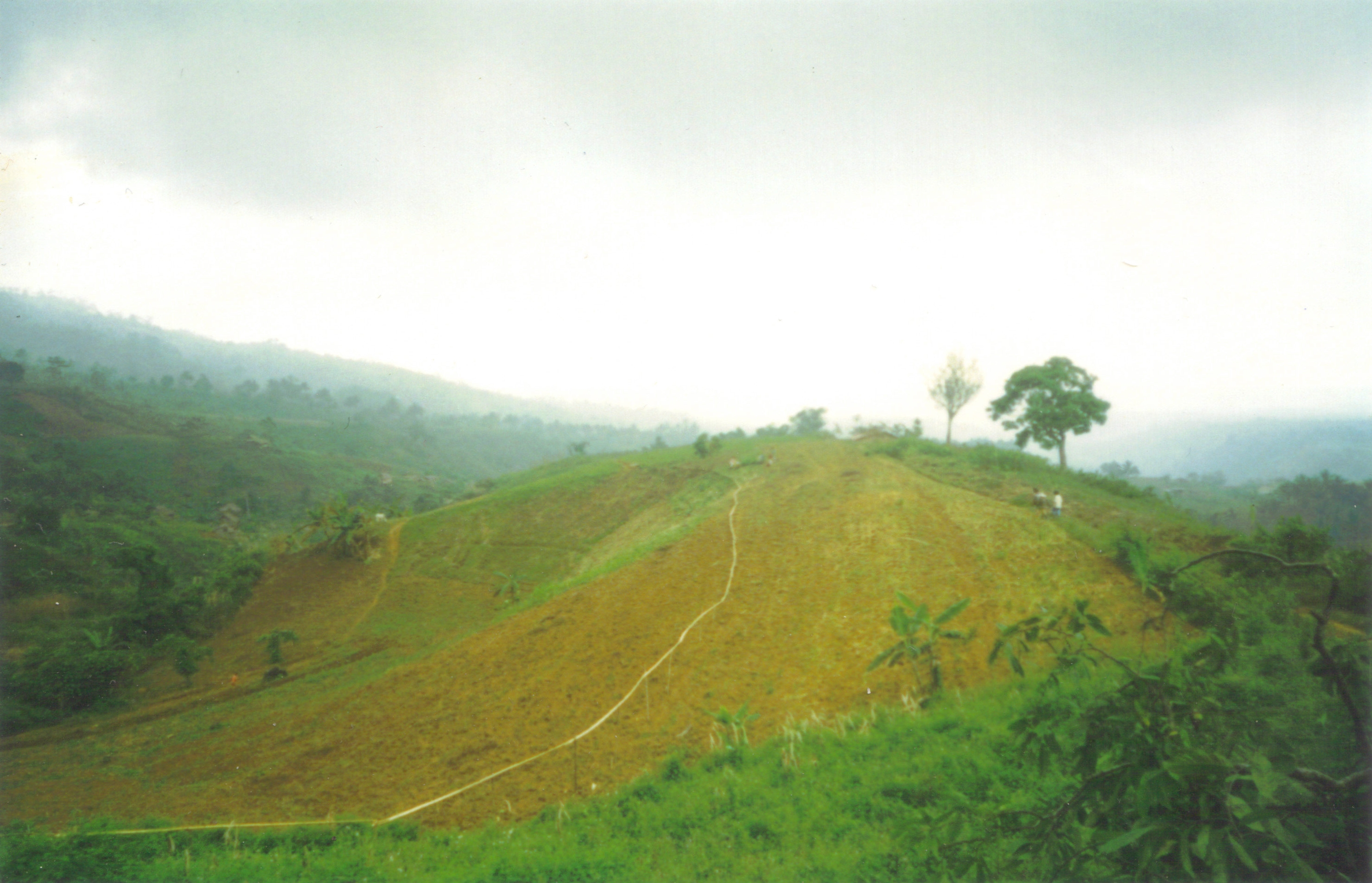
De hellingen van Mount Malindang, najaar 1997
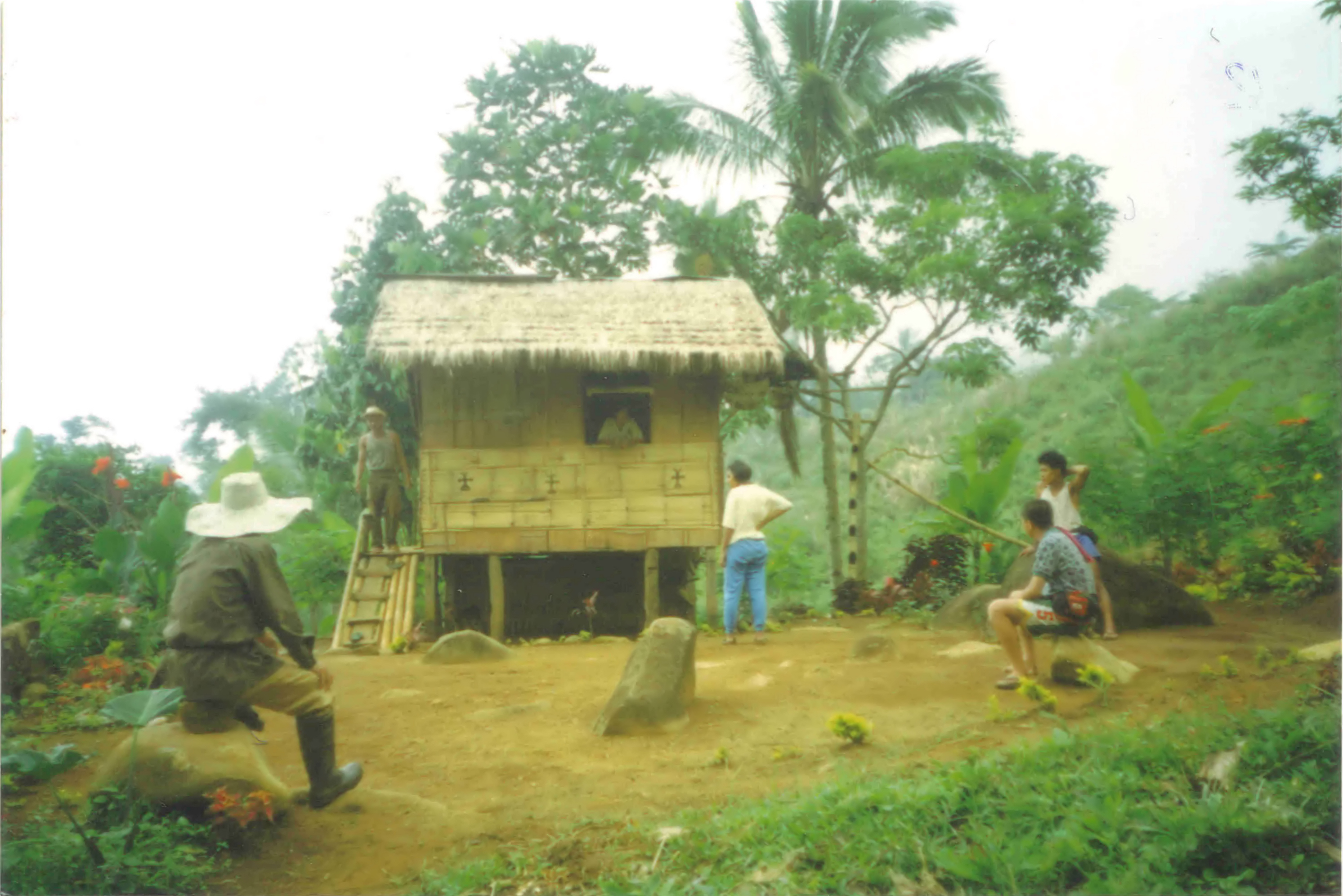
Een Subanen huisje op Mount Malindang